# Mark Hartmann
Mark Andrew Calibjo Hartmann (* 20. Januar 1992 in Southampton, England) ist ein philippinisch-englischer Fußballspieler.

## Karriere

### Verein
Das Fußballspielen lernte Mark Hartmann in der Jugendmannschaft von Swindon Town in England. Seinen ersten Vertrag unterschrieb er 2010 beim englischen Verein Blackfield & Langley. 2011 zog es ihn auf die Philippinen, wo er einen Vertrag bei Manila Nomads unterzeichnete. Hier trainierte er auch nebenbei die Frauenmannschaft des Vereins. Von 2011 bis 2013 spielte er für Loyola Meralco Sparks. 2013 ging er zum Global FC. In Singapur unterschrieb er 2016 einen Vertrag bei Geylang International. Nach fünf Spielen und drei Toren ging er 2017 nach Malaysia. Hier spielte er 12 Mal für Sarawak FA. Im gleichen Jahr ging er zum Ligakonkurrenten Penang FA. 2018 wechselte er nach Thailand und schloss sich dem Erstligisten Ubon UMT United an. Nach der Hinserie wechselte er zum Ligakonkurrenten Ratchaburi Mitr Phol, einem Verein, der ebenfalls in der Thai League spielte. Die Hinserie 2019 absolvierte er beim Erstligisten Suphanburi FC. Die Rückserie unterschrieb er einen Vertrag beim Ligakonkurrenten Nakhon Ratchasima FC  in Nakhon Ratchasima. Für Korat stand er 12 Mal in der ersten Liga auf dem Spielfeld. Ende 2019 wechselte er zu Ceres-Negros FC. Der Verein aus Bacolod City spielt in der ersten Liga der Philippinen, der Philippines Football League. Nach nur drei Monaten wurde der Vertrag wieder aufgelöst. Hartmann wechselte nach Malaysia und schloss sich dem Erstligisten Petaling Jaya City FC aus Petaling Jaya an. Im März 2020 wurde er an den Erstligaaufsteiger UiTM FC ausgeliehen. Nach Vertragsende bei Petaling wechselte er Mitte März 2021 zum United City FC. Im Januar 2023 ging er wieder nach Thailand, wo er sich dem Zweitligisten Nakhon Si United FC anschloss. Für den Verein aus Nakhon Si Thammarat bestritt er vier Zweitligaspiele. Nach der Saison wurde sein Vertrag im Sommer 2023 nicht verlängert. Von Juni 2023 bis März 2024 war er vertrags- und vereinslos. Am 12. März 2024 unterschrieb er einen Vertrag bei seinem ehemaligen Verein United City FC.

### Nationalmannschaft
Von 2011 bis 2012 spielte Mark Hartmann 7 Mal in der U-23-Nationalmannschaft der Philippinen. Anschließend war er von 2011 bis 2023 Bestandteil der philippinischen A-Nationalmannschaft und absolvierte dort 41 Länderspiele, in denen er acht Treffer erzielte.

## Erfolge
Global FC
- Philippinischer Meister: 2014

United City FC
Philippinischer Pokalsieger: 2022

## Auszeichnungen
- Torschützenkönig der philippinischen United Football League: 2014 (27 Tore)